# Spheractis cheungae
Spheractis cheungae is een zeeanemonensoort uit de familie Actiniidae.
Spheractis cheungae is voor het eerst wetenschappelijk beschreven door England in 1992.